# Irina Gărdescu
Irina Gărdescu (n. 26 februarie 1947, București) este o actriță de film, radio și voce română.

## Biografie
Irina este fiica actorului Nicolae Gărdescu. A debutat în film cu rolul principal din La patru pași de infinit (1964), film regizat de Francisc Munteanu, impresionând prin dezinvoltura și naturalețea sa. A renunțat să termine liceul, alegând să urmeze cariera de actriță de film.
După 1975, împreună cu mama și sora sa, a părăsit țara și s-a stabilit în Statele Unite ale Americii. Actualmente, locuiește și activează în Franța, având propria sa afacere. 
A fost invitată specială a Festivalului de film Transilvania, unde a participat la prezentarea specială a filmului său de debut, La patru pași de infinit, în fața publicului de la festivalul clujean. În interviuri a menționat că, deși nu urmărește a se întoarce la film, nu exclude posibilitatea dacă i se oferă „un rol interesant”.

## Filmografie
- La patru pași de infinit (1964) - Ana, fiica dr. Coman
- Gaudeamus igitur (1965)
- Cerul începe la etajul III (1967) - Ana
- Ultima noapte a copilăriei (1968) - Mina
- 1969 Vadul iadului (Pokolrév), regia Miklós Markos
- Castelul condamnaților (1970) - Eva
- Mihai Viteazul (1971) - contesa Rossana Viventini
- Puterea și adevărul (1972)
- Adio dragă Nela (1972)
- Trei scrisori secrete (1974)
- Cantemir (1975) - Anca
- Mușchetarul român (1975) - Anca